# Sulfadimetoksyna
Sulfadimetoksyna (łac. sulfadimetoxinum) – organiczny związek chemiczny, lek z grupy sulfonamidów, amid kwasu sulfanilowego i 2,6-dimetoksypirymidyny. Stosowany u ludzi tylko w Rosji, jako chemioterapeutyk w monoterapii oraz w połączeniu z 6-metylouracylem (2,4-dihydroksy-6-metylopirymidyną), trimekainą i chloramfenikolem (zewnętrznie, w postaci maści). Jest jednym z sulfonamidów długo działających (powyżej 20 h) (inne to sulfabromometazyna i sulfaetoksypirydazyna), dlatego podaje się go raz na dobę.
Występuje pod nazwami handlowymi Madroxin, Di-Methox i Albon. W Polsce w roku 2017 dopuszczona była do sprzedaży w postaci preparatu złożonego Polisulfalent (sole sodowe sulfadimetoksyny, sulfadimidyny i sulfatiazolu).
Obecnie bardzo rzadko stosowany u ludzi ze względu na toksyczność. W Rosji stosowany w monoterapii w leczeniu zapalenia płuc, ostrych infekcji dróg oddechowych, zapalenia oskrzeli, zapalenie migdałków, zapalenie zatok (również szczękowych), zapalenia ucha środkowego, czerwonki, chorób zapalnych dróg moczowych i żółciowych, róży, ropnego zapalenia skóry, zakażonych ran, jaglicy, oraz malarii opornej na inne leki.
Nadal stosowana w weterynarii, głównie, do leczenia toksoplazmozy.